# Ruy López
Pour les articles homonymes, voir Ruy López (homonymie), López et Segura (homonymie).
 (janvier 2019).
Si vous disposez d'ouvrages ou d'articles de référence ou si vous connaissez des sites web de qualité traitant du thème abordé ici, merci de compléter l'article en donnant les références utiles à sa vérifiabilité et en les liant à la section « Notes et références ».
Cet article utilise la notation algébrique pour décrire des coups du jeu d'échecs.
Ruy López de Segura (1530 à Zafra près de Badajoz, Espagne - 1580, Espagne) était un des premiers grands joueurs d'échecs et un prêtre espagnol du XVIe siècle, confesseur du roi Philippe II d'Espagne.
Surnommé « le père de la théorie », il est l'auteur d'un des premiers grands manuels de théorie et d'histoire du jeu d'échecs, le Libro de la invencion liberal y arte del juego del Axedrez qui contribuera grandement au développement du jeu en Europe par la promotion de la prise en passant qui était alors ignorée en Italie, une revue exhaustive des ouvertures pratiquées à l'époque ainsi que par la première analyse de la « partie espagnole » appelée aussi « ouverture Ruy López ».

## Biographie
Il fut clerc de la paroisse Candelaria à Zafra puis plus tard il rejoignit la cour de Philippe II, en qualité de confesseur et conseiller royal.
Il a écrit le Libro de la invencion liberal y arte del juego del Axedrez (Livre de l'invention libérale et art du jeu d'échecs) qui compte parmi les premiers manuels ayant fondé la théorie des échecs en Europe publié en 1561 à Alcalá de Henares. López y raconte l'origine du jeu d'échecs, indique les règles de jeu qui correspondent déjà à celles que nous connaissons, à quelques exceptions près, et donne pour la première fois une analyse exacte des ouvertures connues alors. C'est pour cette raison qu'on appelle Ruy López « le père de la théorie ».
Mais Ruy López ne disposait pas seulement d'une excellente connaissance théorique, dans la pratique sa force de jeu était énorme et lors de ses voyages en Italie en 1560 et en 1573 (où en sa qualité de prêtre il venait rencontrer ou assister aux élections des papes Pie IV puis Grégoire XIII) il gagne contre tous les meilleurs joueurs italiens (dont Leonardo da Cutri en 1573 qui avait alors 31 ans). Cela ne l'empêcha pas de perdre à Madrid lors du tournoi organisé à la cour du roi Philippe II en 1575 (il avait alors 45 ans et décèdera 5 ans plus tard), contre Leonardo da Cutri (32 ans) par 2 : 3 après avoir gagné les deux premières parties. López perdit aussi contre l'autre maître italien Paolo Boï (le quatrième joueur invité était le prêtre espagnol Alfonso Cerón) si bien que le triomphe italien fut complet dans ce premier tournoi international de l'histoire des échecs.
À partir de ce moment, la prédominance aux échecs passa de l'Espagne à l'Italie.

## Livre de l'invention libérale et art du jeu d'échecs

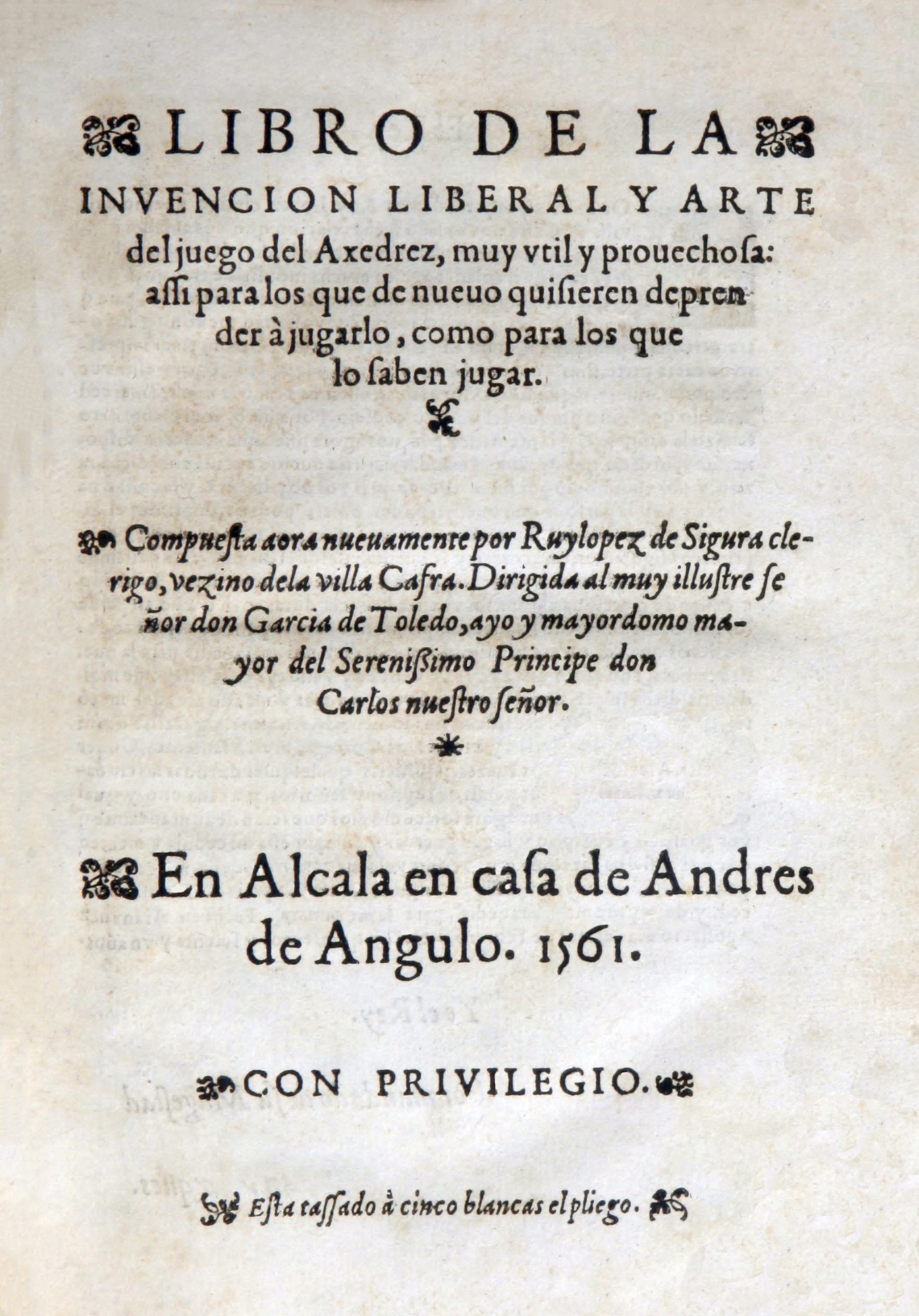
Couverture du livre de Ruy Lopez

Ce livre publié en 1561 reprend et enrichit le traité de moralité de Jacques de Cessoles écrit vers 1300, qui décrit l'origine supposée du jeu, la raison de la forme des pièces et leurs particularités, fait une revue exhaustive des ouvertures pratiquées à cette époque, et propose une critique et amélioration des développements du livre de Pedro Damiano. Il contient aussi les règles en vigueur (le Roi saute de deux cases s'il le souhaite lors de son premier coup au lieu du roque, mais Ruy López explique que le roque existe déjà « dans certains endroits d'Italie »), dans lesquelles il présente la « prise en passant » (tomar en la via littéralement « prendre sur la voie ») dont il fait la promotion tout le long du livre, alors qu'elle n'est pas jouée du tout en Italie où l'on joue sans elle à passare battaglia, c'est-à-dire à « passer - éviter - la bataille », ce contre quoi il s'indigne.
Ruy López y explique aussi une troisième fin de partie inutilisée aujourd'hui, en sus du pat et du mat : la « liquidation » (robado en espagnol). Elle consiste à prendre la dernière pièce de l'adversaire le Roi adverse restant nu, la partie est arrêtée à ce moment et on considère qu'il s'agit d'une demi victoire, ce qui induit le gain de la moitié des paris engagés sur la partie. Cette fin de partie inusitée aujourd'hui implique des finales spéciales, où par exemple avec Roi et Dame contre Roi et pion, pour gagner pleinement la partie il faut faire échec et mat sans prendre la dernière pièce de l'adversaire, le pion, ce qui implique de bloquer l'avancée du pion, de sorte que certaines positions de cette finale ne sont pas gagnables comme aujourd'hui.
Il examina l'ouverture que l'on nommera ensuite pour cette raison « partie espagnole » ou plus directement « ouverture Ruy López », en étudiant la défense du pion e5 par le Cavalier c6 après 1. e4 e5 2. Cf3 Cc6 proposée par Damiano. Il montre que le coup 3. Fb5 n'a pas été envisagé par son prédécesseur et démontre la grande force de ce développement du Fou du Roi.
Il étudia également de façon très détaillée le gambit du roi, pose les bases de ce qui prendra plus tard le nom de défense Philidor, celles de la défense russe, propose déjà les premiers coups de la défense scandinave, améliore la démonstration complète du gambit de Damiano (au point que ses lignes théoriques sont considérées comme toujours valides en 2017) et annonce déjà les grands principes de rupture des chaînes de pions, ainsi que celui de la légère prédominance des Fous sur les Cavaliers.
Le traité termine dans une quatrième et dernière partie par quinze chapitres qui décrivent ce que l'on peut faire dans les parties à avantage, où l'adversaire le plus fort donne une pièce, un pion, des coups d'avance, ou une position avantageuse (par exemple le Roi placé à l'abri dans le coin en a8 et la Tour déjà positionnée au centre à la place du Roi en e8).

## Un exemple de partie
Ruy López-Leonardo da Cutri, Madrid, 1560
1. e4 e5 2. f4 d6? 3. Fc4 c6 4. Cf3 Fg4?? 5. fxe5 dxe5? (5...Fxf3 6. Dxf3 ou 5...d5 6. exd5 cxd5 7. Fb5+) 6. Fxf7+ Rxf7 7. Cxe5+ Re8 8. Dxg4 Cf6?? 9. De6+ De7 (si 9...Fe7, 10. Df7 mat) 10. Dc8+ Dd8 11. Dxd8+ Rxd8 12. Cf7+ 1-0.